# دنیس کرونین
دنیس کرونین (انگلیسی: Dennis Cronin؛ زادهٔ ۳۰ اکتبر ۱۹۶۷) بازیکن فوتبال اهل بریتانیا است.
از باشگاه‌هایی که در آن بازی کرده‌است می‌توان به باشگاه فوتبال کرو آلکساندرا، باشگاه فوتبال استوک‌پورت کانتی، و باشگاه فوتبال منچستر یونایتد اشاره کرد.